# Monty Python's Flying Circus (videogioco)
Monty Python's Flying Circus, anche sottotitolato The Computer Game sulle confezioni e scritto scherzosamente Monthy Pitons Circing Flyus sopra i supporti, è un videogioco sparatutto a scorrimento pubblicato nel 1990 per i computer Amiga, Amstrad CPC, Atari ST, Commodore 64, MS-DOS e ZX Spectrum dalla Virgin Games. È ispirato alla serie televisiva Il circo volante dei Monty Python ed è il primo videogioco sul gruppo comico Monty Python, poi seguito da diversi altri titoli non correlati.

## Modalità di gioco
Il giocatore controlla D. P. Gumby, uno dei personaggi della serie, e deve attraversare 4 livelli in ambientazioni surreali e insensate, tentando di recuperare 4 pezzi del proprio cervello. Tutti i livelli hanno visuale di lato e scorrimento multidirezionale, perlopiù verso destra, ma differiscono per modalità di movimento:
1. nel primo livello, dopo un breve tratto a piedi, Gumby viene trasformato in un pesce con testa umana che può muoversi in tutte le direzioni (se non controllato tende a galleggiare), attraverso un sistema di tubature e stanze sotterranee
2. Gumby torna in forma umana e ha la capacità di camminare e saltare, in un ambiente a piattaforme all'aperto
3. Gumby diviene un uccello con testa umana e può volare in tutte le direzioni (se non controllato tende a perdere quota), tra nuvole che fanno da ostacoli
4. di nuovo in forma umana in un ambiente a piattaforme al chiuso.

Gumby ha una barra dell'energia, che consuma al contatto con i pericoli, e ha più vite. Deve affrontare vari tipi di nemici assurdi, tratti da scene dei Monty Python, come piedi volanti, pappagalli morti, vichinghi su ruote, inquisitori spagnoli che lanciano cuscini. Può sparare dei pesci in orizzontale per combattere i nemici, ma anche per attivare interruttori e bonus segreti o per distruggere forme di formaggio che fanno da ostacoli fissi e possono contenere oggetti bonus. In alcune stanze segrete Gumby si riduce temporaneamente alla sola testa attaccata su uno stivale saltellante e deve calpestare i formaggi.
Raccogliendo cibarie si recupera l'energia, mentre trovando almeno 16 lattine di Spam in ciascun livello si ottiene un pezzo del cervello. Non è obbligatorio ottenerli per terminare il gioco, ma è necessario per vedere il finale completo.
Il punteggio parte da 10 000 000 e scorre all'indietro, facendo vincere una vita ogni volta che si riesce ad azzerarlo.
Solo nelle versioni a 16 bit (Amiga, ST, DOS) sono presenti intermezzi animati con citazioni della serie e parlato digitalizzato. È presente in particolare una sequenza bonus tra un livello e l'altro: un confronto verbale con il Ministro delle Discussioni Inutili, che deve sempre essere contraddetto muovendo i controlli in direzione opposta.
Il sistema di protezione dalla copia consiste nel riconoscimento di tipi di formaggi.